# Otto Haxel
Otto Haxel (Neu-Ulm, 2 de abril de 1909 – Heidelberg, 26 de fevereiro de 1998) foi um físico alemão, que trabalhou principalmente com física nuclear.

## Formação e carreira
Haxel estudou ciências da engenharia e física técnica na Universidade Técnica de Munique, onde associou-se ao Corps Cisaria, e na Universidade de Tübingen. Em 1933 obteve um doutorado orientado por Hans Geiger, com a tese Protonenemission von Aluminium angeregt durch α-Strahlen von Radium C und Thor C. Em 1936 foi Oberassistent também de Hans Geiger na Universidade Técnica de Berlim, onde obteve a habilitação em 1936 com a tese Die Kernspektren der leichten Elemente, onde permaneceu até 1945. Enquanto trabalhava em nuclídeos radioativos, gerados quando o urânio é irradiado, entrou em contato com Otto Hahn. Durante a Segunda Guerra Mundial trabalhou no projeto de energia nuclear alemão.
Haxel esteve envolvido em 1949 na formulação do modelo nuclear de camadas com Hans Suess e Johannes Hans Daniel Jensen (que recebeu por este trabalho o Nobel de Física com Maria Goeppert-Mayer).
Após a Segunda Guerra Mundial trabalhou no Instituto Max Planck de Física em Göttingen (direção de Werner Heisenberg) e foi em 1947 professor extraordinário na Universidade de Göttingen. Na Universidade de Heidelberg construiu a partir de 1950 o II. Instituto de Física,, onde investigou a relação entre raios cósmicos e radioatividade, e também de outra forma com radioatividade atmosférica e construiu um laboratório para a datação por radiocarbono.
Haxel foi durante anos co-editor do Zeitschrift für Physik, membro da Deutsche Atomkommission desde sua fundação em 1956 e atuou em 1956 de forma significativa para a fundação do Kernforschungszentrum Karlsruhe. De 1970 a 1975 foi diretor técnico-científico do Kernforschungszentrum Karlsruhe. Depois de 1975 trabalhou novamente na Universidade de Heidelberg, envolvendo-se dentre outros temas com a influência antropogênica sobre o clima.
Em 1957 foi um dos membro do grupo de cientistas do manifesto Os Dezoito de Göttingen.

## Associações e reconhecimentos
Foi membro da Academia Leopoldina e desde 1951 da Academia de Ciências de Heidelberg, da qual foi Presidente de 1978 a 1982. Recebeu o Prêmio Otto Hahn da Cidade de Frankfurt am Main de 1980. Recebeu a Grã-Cruz do Mérito da Ordem do Mérito da República Federal da Alemanha.

## Obras
- com Jensen, Suess: On the ‘magic numbers’ in nuclear structure, Phys. Rev., Volume 75, 1949, p. 1766
- com Jensen, Suess: Zur Interpretation der ausgezeichneten Nukleonenzahlen im Bau des Atomkerns, Naturwissenschaften, Volume 35, 1949, p. 376, Volume 36, 1949, p. 153, 155
- com Jensen, Suess: Modellmäßige Deutung der ausgezeichneten Nukleonenzahlen im Kernbau, Zeitschrift für Physik, Volume 128, 1950, p. 295–311
- com Jensen, Suess: Das Schalenmodell des Atomkerns, Ergebnisse der exakten Naturwissenschaften 26, 1952, p. 244–290
- Entstehung, Eigenschaften und Wirkungen ionisierender Strahlung, in H. Vieten (Ed.), Handbuch der Medizinischen Radiologie/Encyclopedia of Medical Radiology, Volume 1-1, Physikalische Grundlagen und Technik, Springer 1968, p. 1–107